# Bauta

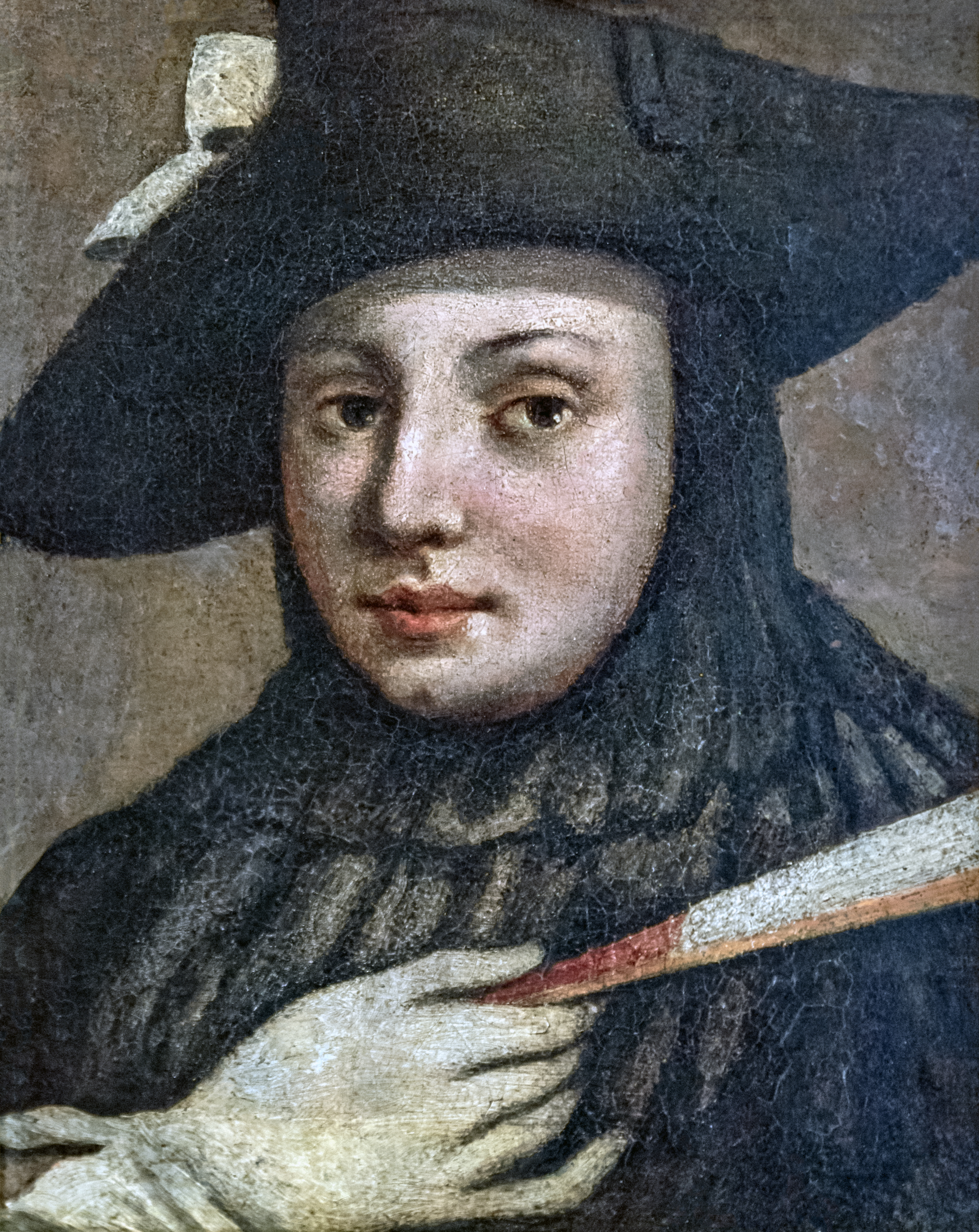
Frau im Bautta Alessandro Longhi

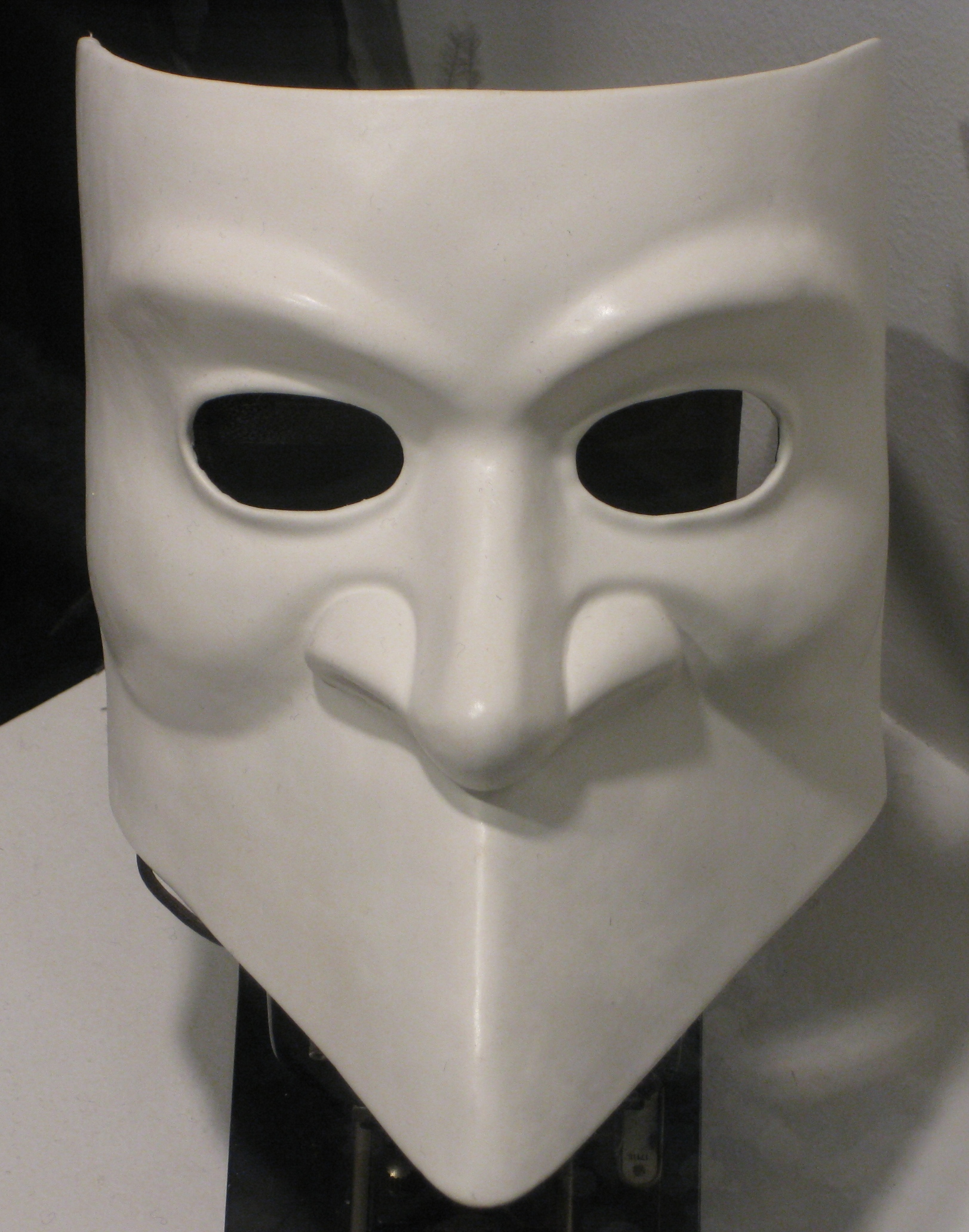
Bauta

Die Bauta (Betonung auf ù) ist ein Kleidungsstück aus dem venezianischen Karneval. Außerhalb des Karnevals diente die Bauta dem venezianischen Stadtadel vor allem im 18. Jahrhundert als „Gesellschaftsmaske“ und standardisiertes Anonymisierungsmittel. Ihr Tragen war für die Teilnahme an bestimmten politischen Entscheidungsprozessen vorgeschrieben und hatte hierbei eine ähnliche Funktion wie die geheime Stimmabgabe bei Wahlen in modernen demokratischen Staaten.  

## Aussehen

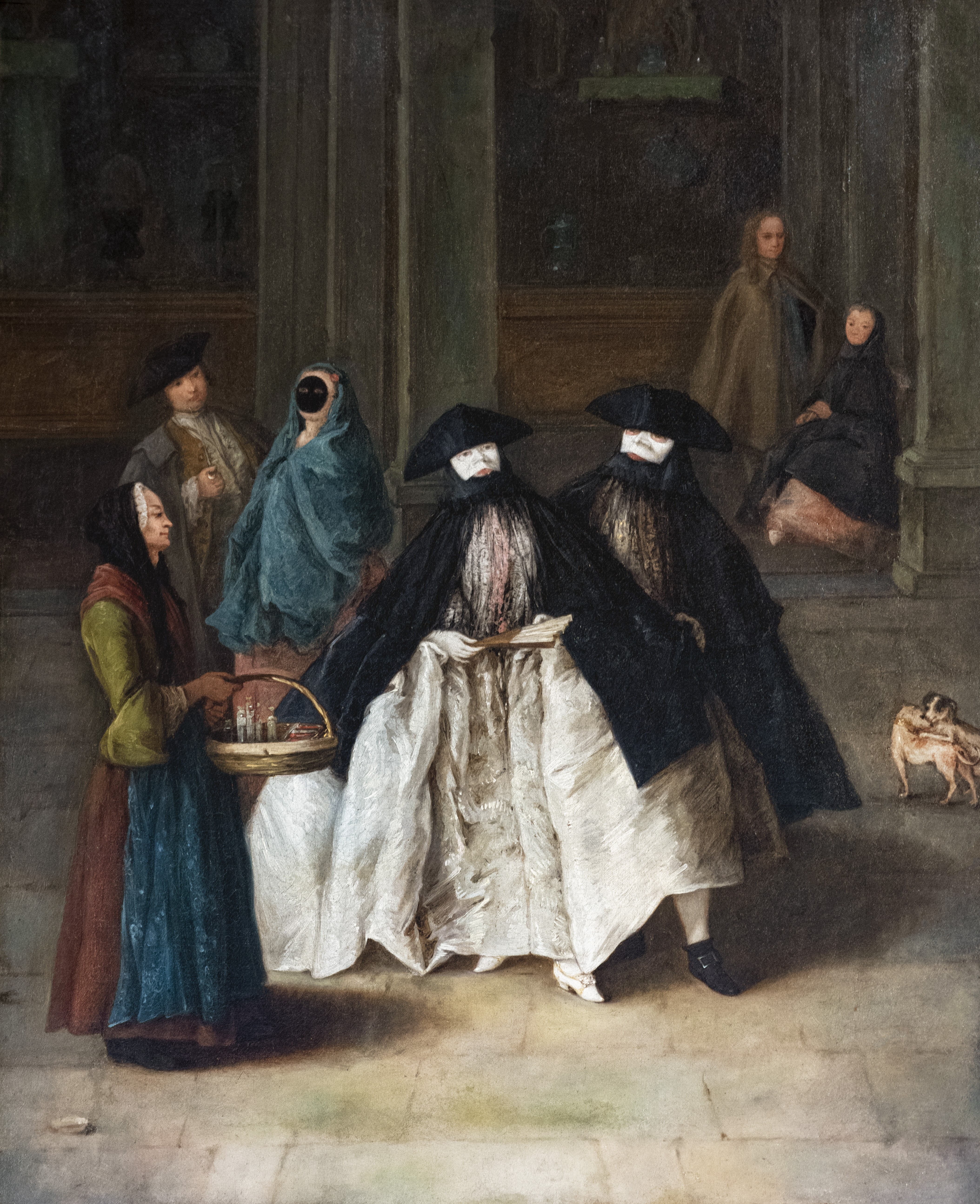
Bauta auf einem Gemälde von Pietro Longhi

Die Bauta war ursprünglich ein kurzer, durch Spitzenstickerei verzierter Umhang mit einer schwarzen Seidenkapuze, der über dem weißen Cape, dem Tabarro, getragen wurde. Mit dieser Verkleidung und der weißen Maske, die das Gesicht fast verdeckte, konnte man unerkannt umherstreifen. Die Bautamaske bedeckte das gesamte Gesicht, besaß keinen Mund und hatte eine ausgeprägte Kinnpartie. Teilweise waren die Bautas vergoldet. Heute bezieht sich die Bezeichnung Bauta fast ausschließlich auf die Gesichts-Maske. Durch das vorgewölbte Kinn ist es möglich, unter der Maske zu essen und zu trinken.
Bauta und Tabarro wurden von Männern und Frauen getragen, die offizielle Anrede für einen Maskenträger oder eine Maskenträgerin lautete ungeachtet des Geschlechts "Siôra Maschera" ("Herrin Maske").
Maskenhersteller waren so beliebt, dass schon im 15. Jahrhundert die Maskenhersteller ihre eigene Zunft hatten. Einige Kostüme wurden aus der Commedia dell’arte übernommen, dem berühmten Stegreif-Theater, das auf den Campi aufgeführt wurde.